# Deniz Çakır
Deniz Çakır (Ankara, 31 de diciembre de 1981) es una actriz de Turquía. Hizo su debut en televisión con la exitosa serie de venganza "Kadın İsterse" y la exitosa novela clásica basada en la serie "Yaprak Dökümü". Çakır ha aparecido en teleseries como en Muhteşem Yüzyıl como la sultana Şah y también con el rol protagónico en Iffet.

## Filmografía

### Televisión
| Año       | Título                        | Papel             | Notas            |
| --------- | ----------------------------- | ----------------- | ---------------- |
| 2004-2006 | Kadın İsterse                 | Alev              |                  |
| 2005      | İki Arada Aşk                 | Gizem             |                  |
| 2006-2010 | Yaprak Dökümü                 | Ferhunde          | Elenco principal |
| 2006      | Avrupa Yakası                 | Serap             |                  |
| 2006      | İşte Benim                    | "Barmaid" Funda   |                  |
| 2011-2012 | Iffet                         | İffet             | Protagonista     |
| 2013      | Muhteşem Yüzyıl               | Sultana Şah       | Actriz invitada  |
| 2014      | Yasak                         | Calibe            | Protagonista     |
| 2015-2018 | Eşkıya Dünyaya Hükümdar Olmaz | Meryem Çakırbeyli | Protagonista     |
| 2019      | Vurgun                        | Reyhan Vardar     | Protagonista     |

### Cine
| Año  | Título       | Papel         | Notas |
| ---- | ------------ | ------------- | ----- |
| 2009 | How Are You? | Lidya         |       |
| 2009 | 40           | Sevda Hemşire |       |
| 2011 | Ya Sonra     | Didem         |       |